# Coppa del Re 2015-2016 (pallavolo)
La Coppa del Re 2015-2016 si è svolta dal 25 al 27 febbraio 2016: al torneo hanno partecipato sei squadre di club spagnole e la vittoria finale è andata per la decima volta all'Almería.

## Regolamento
Le squadre hanno disputato quarti di finale (non hanno partecipato la prima e la seconda classificata al termine del girone di andata della regular season di Superliga 2015-16, già qualificate alle semifinali), semifinali e finale.

## Squadre partecipanti
| Squadra         | Qualificazione                             | Ultima partecipazione |
| --------------- | ------------------------------------------ | --------------------- |
| Almería         | 1ª al girone di andata Superliga 2015-2016 | Coppa del Re 2014-15  |
| Cáceres         | Squadra organizzatrice                     | Coppa del Re 2014-15  |
| Eivissa         | 4ª al girone di andata Superliga 2015-2016 | Coppa del Re 2014-15  |
| Melilla         | 3ª al girone di andata Superliga 2015-2016 | Debutto               |
| Río Duero Soria | 5ª al girone di andata Superliga 2015-2016 | Coppa del Re 2014-15  |
| Teruel          | 2ª al girone di andata Superliga 2015-2016 | Coppa del Re 2014-15  |

## Torneo

### Tabellone
|  | Quarti | Quarti          | Quarti |  |   | Semifinali | Semifinali | Semifinali |  |   | Finale  | Finale | Finale |
|  |        |                 |        |  |   |            |            |            |  |   |         |        |        |
|  |        |                 |        |  |   | 1          | Almería    | 3          |  |   |         |        |        |
|  |        |                 |        |  |   | 1          | Almería    | 3          |  |   |         |        |        |
|  |        |                 |        |  |   | 4          | Eivissa    | 0          |  |   |         |        |        |
|  | 3      | Melilla         | 2      |  |   | 4          | Eivissa    | 0          |  |   |         |        |        |
|  | 3      | Melilla         | 2      |  |   |            |            |            |  |   |         |        |        |
|  | 4      | Eivissa         | 3      |  |   |            |            |            |  |   |         |        |        |
|  | 4      | Eivissa         | 3      |  |   |            |            |            |  | 1 | Almería | 3      |        |
|  |        |                 |        |  |   |            |            |            |  | 1 | Almería | 3      |        |
|  |        |                 |        |  |   |            |            |            |  |   | 2       | Teruel | 1      |
|  | Q      | Cáceres         | 3      |  |   |            |            |            |  |   | 2       | Teruel | 1      |
|  | Q      | Cáceres         | 3      |  |   |            |            |            |  |   |         |        |        |
|  | 5      | Río Duero Soria | 1      |  |   |            |            |            |  |   |         |        |        |
|  | 5      | Río Duero Soria | 1      |  | 2 | Teruel     | 3          |            |  |   |         |        |        |
|  |        |                 |        |  | 2 | Teruel     | 3          |            |  |   |         |        |        |
|  |        |                 |        |  |   | Q          | Cáceres    | 0          |  |   |         |        |        |
|  |        |                 |        |  |   | Q          | Cáceres    | 0          |  |   |         |        |        |

### Risultati

#### Quarti di finale
| 25 febbraio 2016 Pabellón Ciudad de Cáceres, Cáceres Durata: 2h:31 - Spettatori: 1 200 | Melilla | 2 - 3 | Eivissa         | 25-23, 21-25, 28-30, 25-22, 13-15 |
| 25 febbraio 2016 Pabellón Ciudad de Cáceres, Cáceres Durata: 1h:43 - Spettatori: 2 300 | Cáceres | 3 - 1 | Río Duero Soria | 18-25, 26-24, 25-20, 25-19        |

#### Semifinali
| 26 febbraio 2016 Pabellón Ciudad de Cáceres, Cáceres Durata: 1h:18 - Spettatori: 750   | Almería | 3 - 0 | Eivissa | 25-17, 25-18, 25-23 |
| 26 febbraio 2016 Pabellón Ciudad de Cáceres, Cáceres Durata: 1h:09 - Spettatori: 2 900 | Teruel  | 3 - 0 | Cáceres | 25-15, 25-18, 25-20 |

#### Finale
| 27 febbraio 2016 Pabellón Ciudad de Cáceres, Cáceres Durata: 1h:41 - Spettatori: 2 500 | Almería | 3 - 1 | Teruel | 25-21, 20-25, 25-22, 25-13 |